# Butan

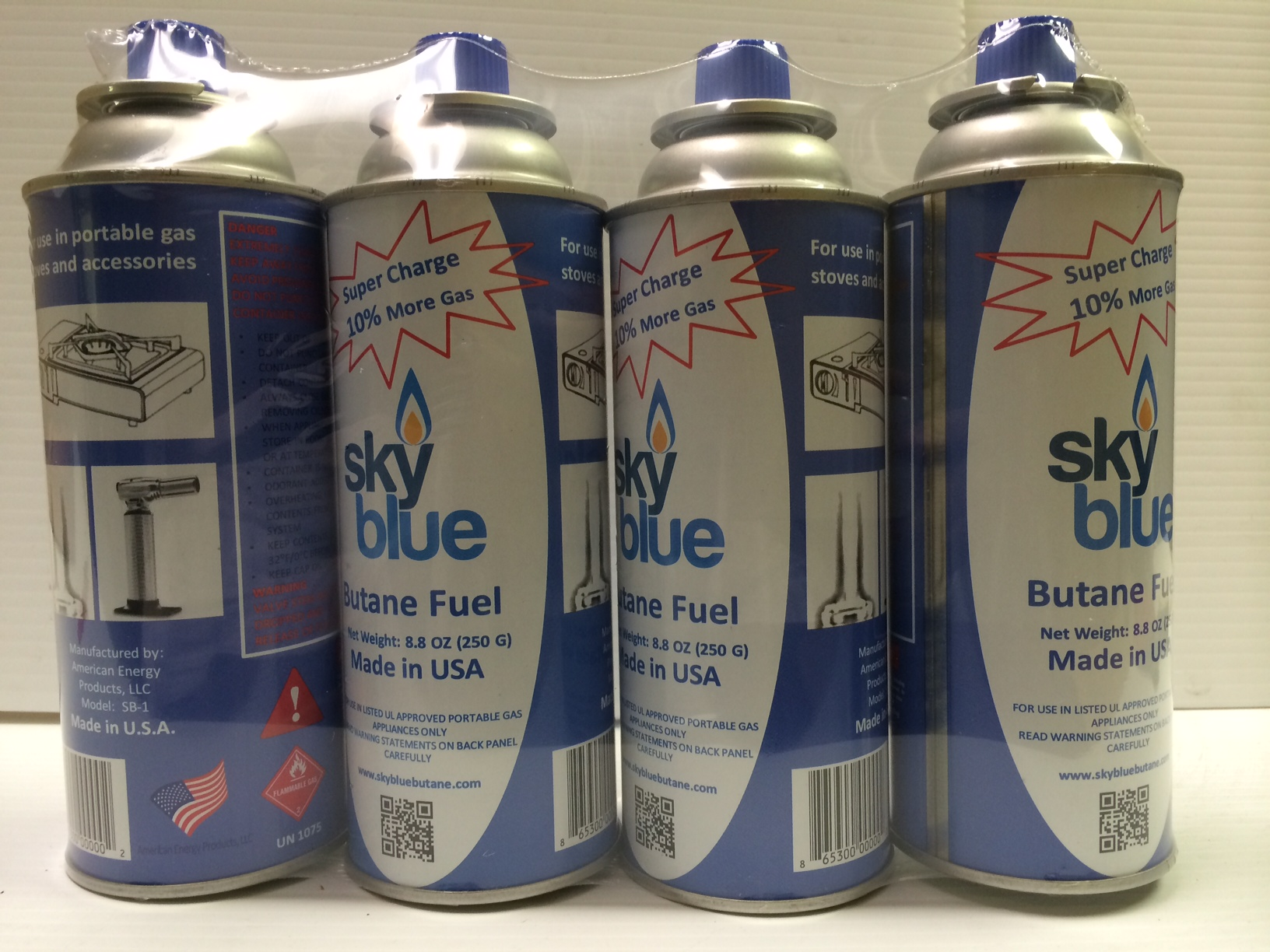

Butan är ett kolväte, en alkan med fyra kolatomer. Butan är vid rumstemperatur och under normalt lufttryck en färglös och brännbar gas. Butan kan säljas under namnet gasol. Det används också som förpackningsgas i livsmedel, med E-nummer E 943a.
Butan är det vanligaste bränslet i cigarettändare, där kan den förvaras i vätskeform genom att man utsätter butangas för ett högt tryck så att den komprimeras och blir flytande. Vid normalt tryck blir butangas flytande vid -0,3 °C.
Butan finns i naturgas.
Enligt IUPAC-nomenklatur betecknar butan ett kolväte med ogrenad kolkedja, det vill säga fyra kolatomer i rad. Enligt äldre nomenklatur är beteckningen för det ogrenade kolvätet n-butan, som skall utläsas "normalbutan".

## Isomer
Förutom den ogrenade formen av butan finns en isomer i form av metylpropan, som ofta kallas isobutan. Butan är den minsta alkan som har en isomer med samma summaformel.[källa behövs]